# Tuberculetaxalus lumawigi
Tuberculetaxalus lumawigi là một loài bọ cánh cứng trong họ Cerambycidae.